# 熊鮋
熊鮋（学名：Ursinoscorpaenopsis kitai）是輻鰭魚綱鮋形目鮋亞目鮋科的其中一種，為亞熱帶海水魚，分布於西北太平洋日本海域，棲息深度138公尺，體長可達24公分，棲息在底層水域，生活習性不明。